# Keila-Joa
Pour les articles homonymes, voir Keila (homonymie) et Joa.
Keila-Joa, autrefois Fall, est un village estonien de la province d'Harju (ancien district d'Harrien) appartenant à la commune de Keila (anciennement Kegel). Sa population comptait 348 habitants en 2004. Le village est traversé par le Keila qui se jette dans la mer Baltique, 1,7 km plus loin. On y admire une des plus jolies chutes d'eau du pays (6,1 m de hauteur et 70 m de largeur).
Au 31 décembre 2011,  le village compte 389 habitants.

## Toponymie
L'endroit dénommé Fall est mentionné pour la première fois par un écrit, en date de 1555, et par l'existence de la chute d'eau. L'allemand est en effet la langue officielle du Gouvernement d'Estonie avant 1919, et, en allemand, Fall signifie chute. 

## Château de Fall
Le domaine appartient au XVIIe siècle à la famille von Wrangel et il est acheté en 1763 par le comte Berend Heinrich von Tiesenhausen, puis par le baron Arnold von Dehn (1712-1798). Il passe ensuite entre plusieurs mains : le major Karl Gustav von Wrangel, le comte Paul von Tiesenhausen (1804-1805), le lieutenant-général Reinhold Wilhelm von Pohlmann, puis à sa veuve Anna Christine, née Fersen, et ensuite à Otto von Pohlmann. Celui-ci le vend au baron Jakob Georg von Berg en 1809. Le domaine est acheté en 1827 par le comte Alexandre von Benckendorff, général de l'armée impériale russe pendant les guerres napoléoniennes. Il y fait construire en 1827-1830, le premier château historiciste du pays par Andreï Stackenschneider, qui bâtit un vaste édifice néogothique. Le château est honoré d'une visite de l'empereur Nicolas Ier, en 1833. Le château est entouré d'un des plus beaux parcs d'Estonie sur une surface de 80,2 hectares. Le domaine devient un majorat, en 1837.
Le château de Fall entre ensuite par mariage dans la famille des princes Volkonski, en 1869, la fille du comte, Marie (1810-1881), ayant épousé le prince Grigori Petrovitch Volkonski (1808-1882). Le domaine est organisé en fidéicommis en 1881 et devient la possession du prince Pierre Volkonski. Ses descendants sont chassés du domaine, lorsque les biens de la noblesse terrienne sont nationalisés par la nouvelle république estonienne en 1919. Le dernier propriétaire était le prince Grigori Volkonski (1870-1940).
Depuis juin 2014, le bâtiment principal du château, transformé en musée, est ouvert aux visiteurs.

## Nécropole
Au fond du parc se trouve la nécropole familiale avec une petite chapelle et les tombes des personnes suivantes :
- Christoph von Benckendorff
- Anna Juliane von Benckendorff, née Schilling von Canstadt
- Comte Alexandre von Benckendorff (1781-1844)
- Comtesse Élisabeth von Benckendorff, née Donets-Zakharjevski
- Princesse Marie Volkonski (1810-1881), née Benckendorff
- Prince Pierre Grigoriévitch Volkonski
- Prince Michel Sergueïévitch Volkonski (1832-1909)

## Galerie

Chutes de Keila
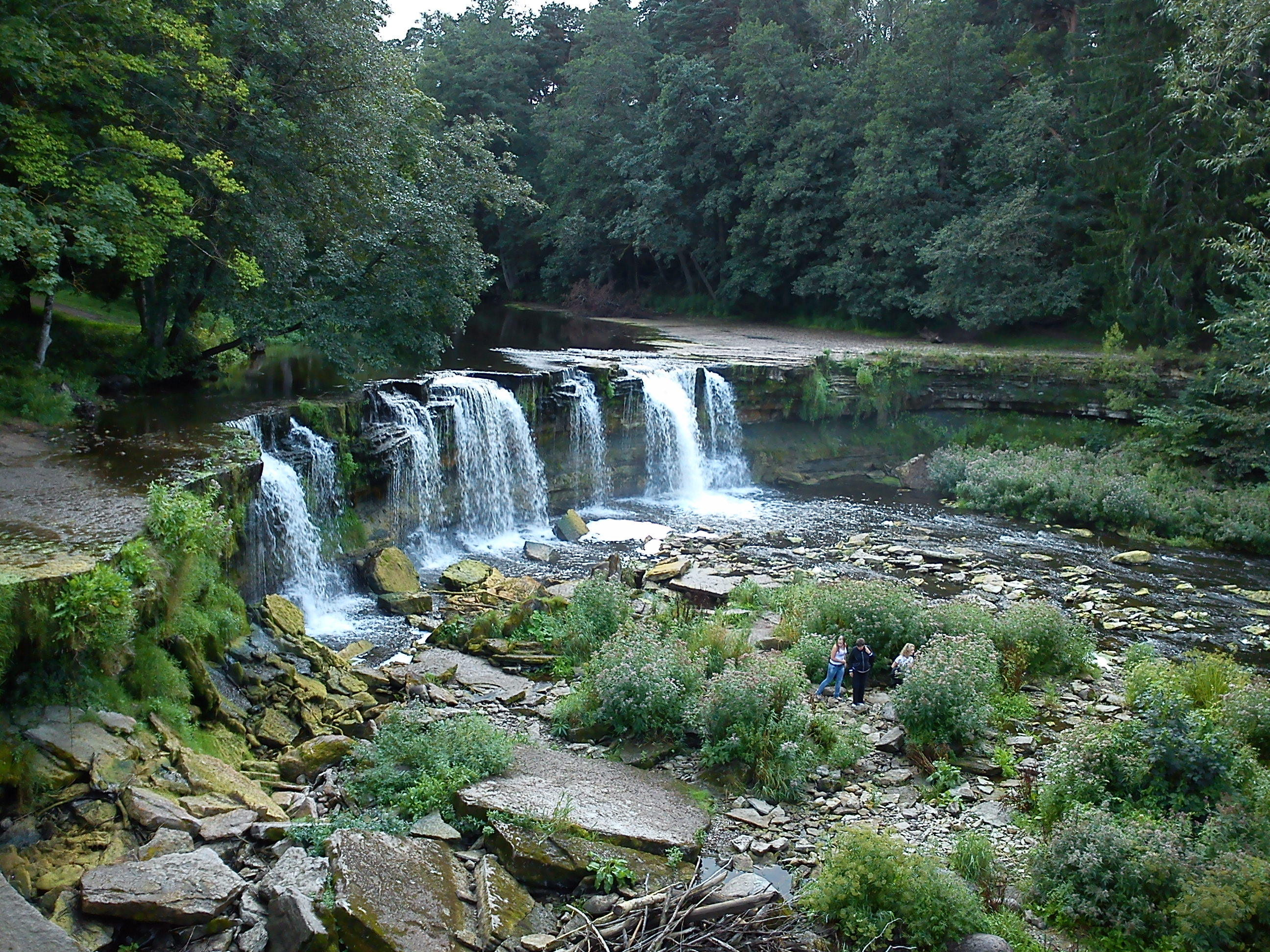
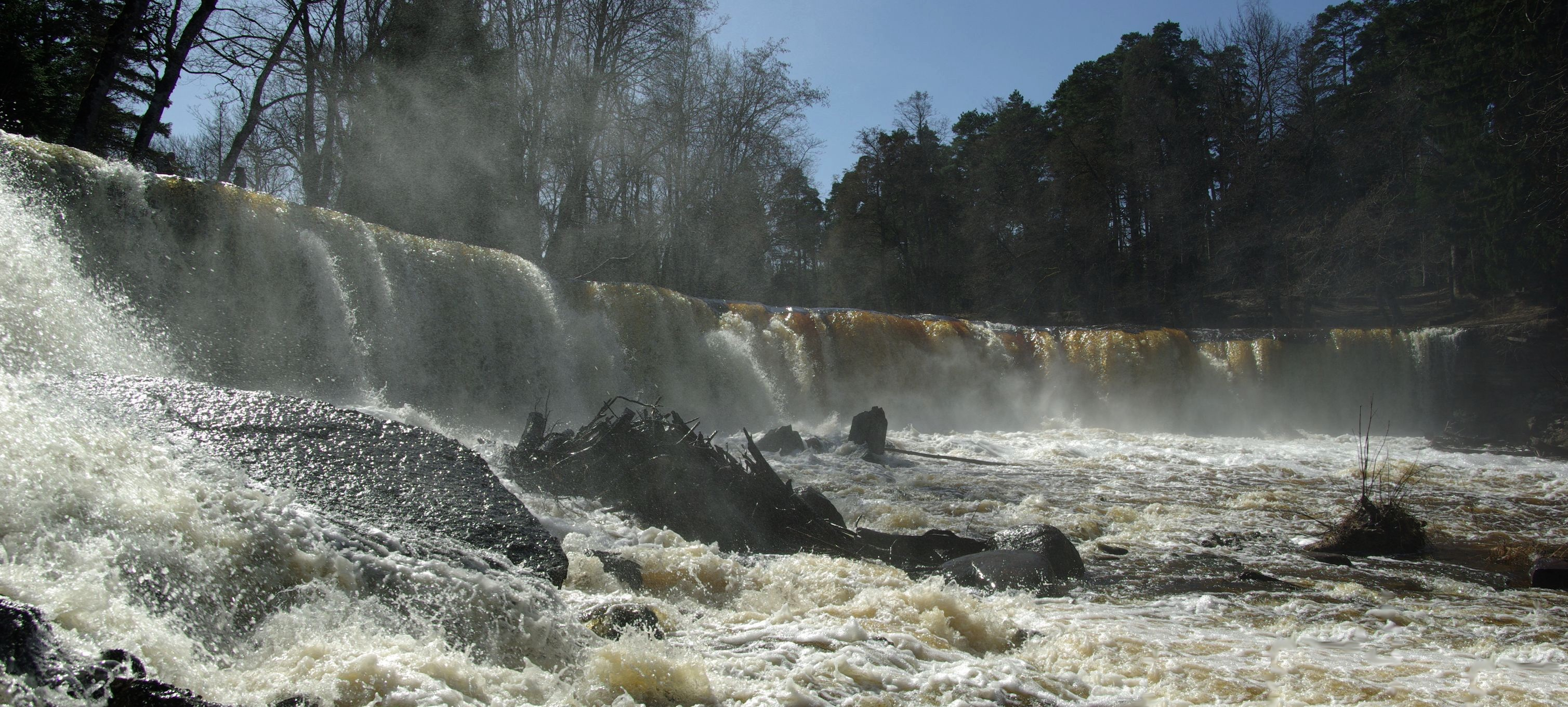
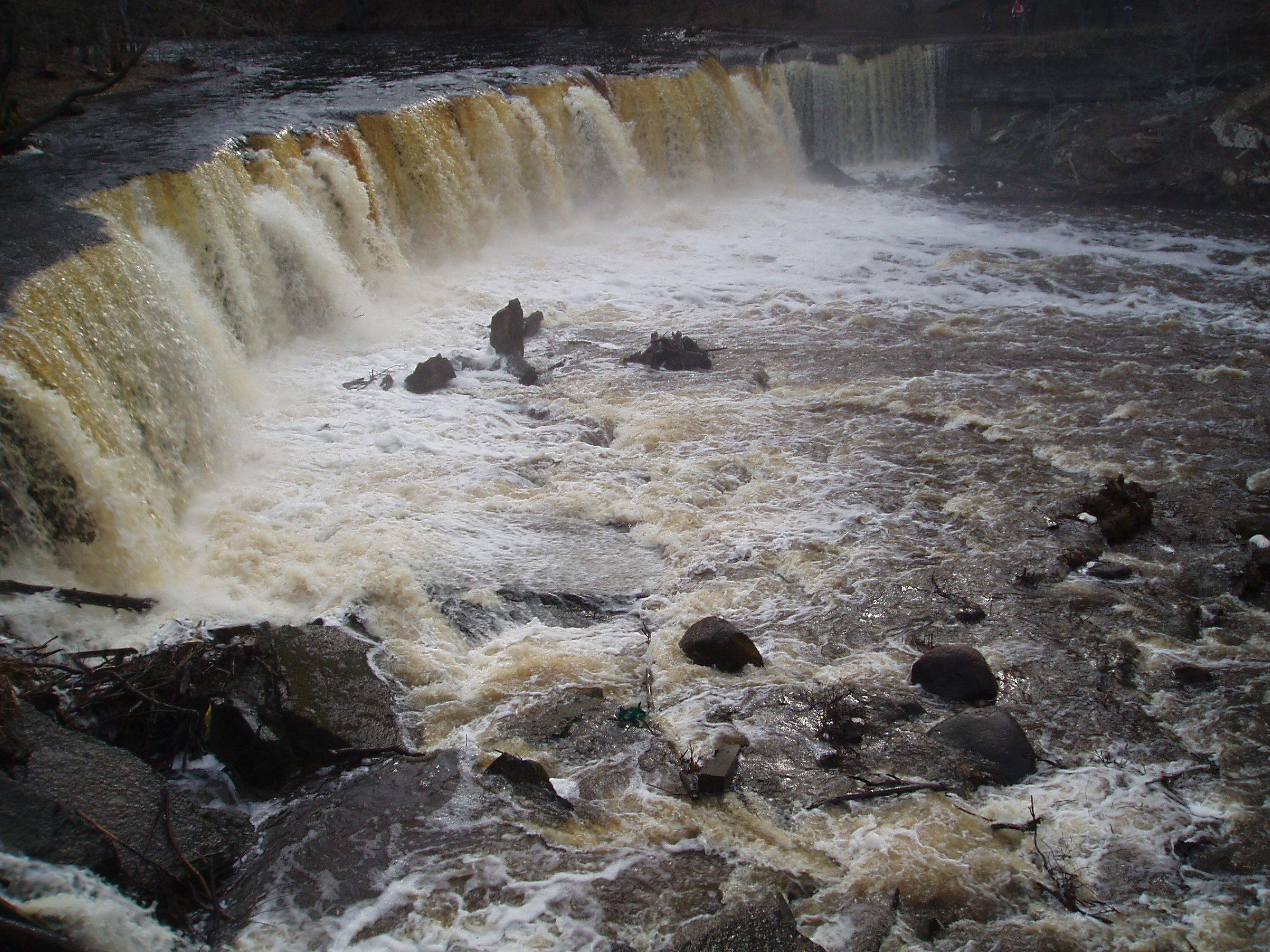